# Hekenuhedjet
Hekenuhedjet là một vương hậu Ai Cập cổ đại thuộc thời kỳ Vương triều thứ 4. Bà chỉ được biết đến qua những dòng văn tự khắc trên tường mộ của con trai là Sekhemkare, wazir dưới thời Pharaon Userkaf và Sahure. Sekhemkare là một vương tử con của Pharaon Khafre, do đó Hekenuhedjet chắc chắn là một người vợ thứ của Khafre.
Trên bức tường phía tây của phòng đầu tiên trong nhà nguyện, Hekenuhedjet được mô tả đang ngồi phía sau con trai Sekhemkare và đang dang tay ôm vai ông. Họ đang hướng mắt về phía cảnh chèo thuyền. Các dòng chữ còn đọc được mô tả Hekenuhedjet là một người rất được yêu quý và còn là một nữ tư tế. Một danh hiệu khác của bà là Người trông thấy Horus và Seth (ám chỉ Pharaon). Ở bức tường phía đông, Hekenuhedjet và con trai bà đang ngồi trên ghế, đang nhìn về phía bên phải là các lễ vật, phía dưới là hàng người đang dâng bái.
Không rõ Hekenuhedjet được chôn cất ở đâu.